# Голф (Флорида)
Голф (енгл. Golf) град је у америчкој савезној држави Флорида.

## Демографија
По попису из 2010. године број становника је 252, што је 22 (9,6%) становника више него 2000. године.
| Група             | 2000.       | 2010.       |
| Белци             | 223 (97,0%) | 249 (98,8%) |
| Афроамериканци    | 2 (0,9%)    | 1 (0,4%)    |
| Азијати           | 0 (0,0%)    | 0 (0,0%)    |
| Хиспаноамериканци | 5 (2,2%)    | 2 (0,8%)    |
| Укупно            | 230         | 252         |